# دیورتیکول مکل
دیورتیکول مکل (Meckel's diverticulum) این عارضه یک اختلال مادرزادی است که در آن یک کیسه در نزدیکی انتهای تحتانی رودهٔ کوچک تشکیل می‌شود.

## علائم
دیورتیکول مکل شایع‌ترین آنومالی مادرزادی مجرای گوارش است. محل آن اغلب در ۶۰–۱۰۰ سانتی‌متری (۲فوت) دریچه ایلئوسکال بوده و معمولاً بدون علامت است. تنها ۲ درصد افراد مبتلا به این دیورتیکول در دوران کودکی دچار عوارض می‌شوند. گاهی از اوقات درد آن با آپاندیسیت تشخیص افتراقی دارد. شیوع آن در مردان ۲ برابر زنان است و نصف افرادی که علامت‌دار می‌شوند زیر ۲ سال دارند.
شایع‌ترین شکل تظاهر بالینی، انسداد روده است که ۶۰٪ بیماران علامت‌دار را شامل می‌شود. خونریزی گوارشی در ۲۵٪ بیماران علامت‌دار دیده می‌شود. مخاط هتروتوپیک معده در غالب مواردی که تظاهر بالینی شان خونریزی گوارشی است، دیده می‌شود، در حالیکه این بافت هتروتوپیک تنها در ۲۲٪ افراد بدون علامت وجود دارد. دیورتیکول مکل یکی از بیماری‌های اصلی است که در تشخیص افتراقی کودکان با خونریزی گوارشی حاد، انسداد روده و درد شکم با علت نامعلوم باید مورد توجه قرار گیرد و مخاط هتروتوپیک در عارضه دار شدن دیورتیکول مکل نقش اساسی دارد.

## عوارض
| عوارض           | درصد ابتلا به عوارض برای افراد مبتلا به دیورتیکول مکل علامت‌دار |
| --------------- | -------------------------------------------------------------- |
| خونریزی         | ۲۰–۳۰                                                          |
| انسداد روده     | ۲۰–۲۵                                                          |
| دیورتیکولیت     | ۱۰–۲۰                                                          |
| ناهنجاری‌های ناف | ≤۱۰                                                            |
| نئوپلاسم        | ۰٫۵–۲                                                          |

### خونریزی
خونریزی دیورتیکول در کودکان خردسال، به ویژه در پسران کمتر از ۲ سال، شایع‌تر است. علائم ممکن است شامل خون قرمز روشن در مدفوع (هماتوشزی)، ضعف، حساسیت یا درد شکمی و حتی کم خونی در برخی موارد باشد.
خونریزی ممکن است ناشی از موارد زیر باشد:
- مقدار نابجای مخاط معده یا پانکراس:

1. در این حالت دیورتیکول حاوی بقایای ابتدایی مخاط سایر انواع بافت است.
2. ترشح اسید معده یا شیره قلیایی پانکراس از مخاط نابجا منجر به ایجاد زخم در مخاط روده مجاور یعنی زخم معده یا پانکراس می‌شود.[۴]
3. ممکن است درد، زخم یا سوراخ شدن روده در دیورتیکول ایجاد شود.
4. تحریک مکانیکی نیز ممکن است باعث فرسایش و زخم شود.

- خونریزی گوارشی ممکن است خودمحدودکننده باشد اما خونریزی مزمن ممکن است منجر به کم خونی فقر آهن شود.[۵]

ظاهر مدفوع ممکن است ماهیت خونریزی را نشان دهد:
- مدفوع قیری: تغییر خون تولید شده در اثر دفع آهسته روده به دلیل خونریزی جزئی در دستگاه گوارش فوقانی
- مدفوع خونی قرمز روشن: خونریزی سریع
- مدفوع با رگه خونی: شقاق مقعد
- مدفوع "قرمز با حالتی شبیه به مربا": ایسکمی روده منجر به تولید مخاط فراوان می‌شود و ممکن است نشان دهنده این باشد که بخشی از روده به قسمتی دیگر وارد می‌شود (درهم‌روی روده).

### تومورها
نئوپلاسم‌ها (تومورها) در دیورتیکول مکل ممکن است باعث خونریزی، درد حاد شکمی، انسداد دستگاه گوارش، سوراخ شدن یا انواژیناسیون شوند. این تومورها ممکن است خوش‌خیم یا بدخیم باشند.

#### تومورهای خوش‌خیم
1. لیومیوم
2. لیپوم
3. هامارتوم عروقی و عصبی عضلانی

#### تومورهای بدخیم
1. کارسینوئیدها: شایع‌ترین، ۴۴٪
2. تومورهای مزانشیمی: لیومیوسارکوم، غلاف عصبی محیطی و تومورهای استرومایی گوارشی، ۳۵٪
3. آدنوکارسینوم، ۱۶٪
4. تومور سلول گرد کوچک دسموپلاستیک